# Св. св. Константин и Елена (Соколарци)
„Св. св. Константин и Елена“ (на македонска литературна норма: „Св. св. Константин и Елена“) е възрожденска православна църква в кочанското село Соколарци, източната част на Северна Македония. Част е от Брегалнишката епархия на Македонската православна църква – Охридска архиепископия.
Църквата е разположена в центъра на селото. Построена е в 1848 година, а в 1892 година е обновена. Църквата не е зографисана, иконите са от XIX век, дело на неизвестен автор. Иконите „Богородица с Христос“, „Свети Димитър“ и „Възнесение Христово“ са от 1895 година, дело на Димитър Папрадишки.